# Cinnamomum kruseanum
Cinnamomum kruseanum là loài thực vật có hoa trong họ Nguyệt quế. Loài này được O.Téllez & Villaseñor miêu tả khoa học đầu tiên năm 1993.